# Sorin Matei
Sorin Matei (Boekarest, 6 juli 1963) is een voormalige Roemeense atleet, die gespecialiseerd was in het hoogspringen. Slechts zes atleten sprongen outdoor ooit hoger dan zijn persoonlijk record van 2,40 m (peildatum aug. 2017). Hij nam driemaal deel aan de Olympische Spelen zonder eenmaal in de prijzen te vallen.

## Loopbaan
Op de Olympische Spelen van Moskou in 1980 werd hij dertiende. Zijn beste prestaties is het winnen van een zilveren medaille op de Europese indoorkampioenschappen van 1992 in Genua met een hoogte van 2,36 achter de Zweed Patrik Sjöberg (2,38) en voor de Duitser Ralf Sonn (2,29) en de Joegoslaaf Dragutin Topic (2,29). In 1988 won hij op de EK indoor een bronzen medaille achter Patrik Sjöberg (goud) en Dietmar Mögenburg (zilver).

## Titels
- Balkan Spelen kampioen hoogspringen - 1982, 1983, 1988
- Roemeens kampioen hoogspringen - 1982, 1984, 1986, 1991, 1995

## Persoonlijke records
| Onderdeel              | Prestatie   | Datum           | Plaats     |
| ---------------------- | ----------- | --------------- | ---------- |
| hoogspringen (outdoor) | 2,40 m (NR) | 20 juni 1990    | Bratislava |
| hoogspringen (indoor)  | 2,38 m (NR) | 3 februari 1995 | Wuppertal  |

## Prestaties
| Jaar | Wedstrijd      | Plaats                         | Resultaat | Extra |
| ---- | -------------- | ------------------------------ | --------- | ----- |
| 1980 | OS             | Moskou                         | 13e       |       |
| 1982 | Balkan Spelen  | Boekarest                      | 1e        |       |
| 1983 | WK             | Helsinki                       | 17e       |       |
|      | Balkan Spelen  | İzmir                          | 1e        |       |
| 1986 | EK             |                                | 14e       |       |
|      | Goodwill Games | Moskou                         | 3e        |       |
| 1987 | WK indoor      | Indianapolis, Verenigde Staten | 5e        |       |
|      | WK             | Rome                           | 6e        |       |
|      | Universiade    | Zagreb                         | 3e        |       |
| 1988 | EK indoor      | Boedapest                      | 3e        |       |
|      | Balkan Spelen  | Ankara                         | 1e        |       |
|      | OS             | Seoel                          | 20e       |       |
| 1989 | EK indoor      | Den Haag                       | 5e        |       |
| 1991 | WK indoor      | Sevilla                        | 6e        |       |
| 1992 | EK indoor      | Genua                          | 2e        |       |
|      | OS             | Barcelona                      | 13e       |       |
| 1993 | WK indoor      | Toronto                        | 9e        |       |